# Le Marchand d'oiseaux
Le Marchand d'oiseaux est un ballet composé par Germaine Tailleferre en 1923, sur un livret d'Hélène Perdriat et une chorégraphie de Jean Börlin.

## Contexte et création
Le ballet est créé par les Ballets suédois le 25 mai 1923 au nouveau Théâtre des Champs-Élysées. Il rencontre un grand succès et est représenté quatre-vingt-treize fois, jusqu'en 1924. Il ne sera jamais recréé mais il lance la carrière de compositrice de Germaine Tailleferre. La Princesse de Polignac lui commande aussitôt une pièce dans le même style néoclassique « alla Scarlatti », son premier Concerto pour piano et orchestre, et Serge Diaghilev reprendra la célèbre ouverture pour servir d'interlude à ses Ballets russes.
Le ballet dure à peu près une demi-heure. Décor, costumes et rideau sont confiés à l'auteur, Hélène Perdriat, de même qu'ils l'avaient été deux ans plus tôt pour Les Mariés de la tour Eiffel à Irène Lagut, une autre femme peintre représentative de l'art moderne.

## Argument
Deux sœurs découvrent à leur porte deux bouquets. L'aînée dédaigne les fleurs des champs et les laisse à sa cadette. Ravie, celle-ci se laisse courtiser par un simple marchand d'oiseaux, quand l'autre reçoit les hommages d'un riche étranger masqué. Une écolière turbulente arrache en passant le masque de ce dernier. C'est le vieux marchand du port. Confusion, effarouchement. La cadette applaudie s'éloigne d'un pas gracieux au bras du marchand d'oiseaux.

## Mouvements
1. Allegro moderato
2. Allegretto
3. Allegretto
4. Pavane
5. Lent
6. Final : très vite

## Instrumentation
Piccolo, flûte, 2 hautbois, cor anglais, 2 clarinettes, 2 bassons, 3 cors, 2 trompettes, 2 trombones, cordes, timbales, percussions, célesta, harpe, piano

## Réception
« Il n'est rien de plus à dire. Mais est-ce donc un si mince éloge? Sourions au Marchand d'oiseaux, à son acide et frais décor, à ses costumes ironiques ... Vous voulez un scénario? Pourquoi? .. »

— Colette, le jour de la première à propos du scénario, du décor et des costumes d'Hélène Perdriat.

« Ce petit divertissement est le triomphe de Mlle Germaine Tailleferre, auteur d'une mordante partition, où le motif populaire et la ronde enfantine brillent, se cachent, reparaissent, rubans qui lient un bouquet orchestral. »

— Idem à propos de la musique construite autour de motifs de Germaine Tailleferre.